# Nae Roman
Nae Roman, pe numele real Nicolae Constantinescu, (n. 1909, Roman – d. 4 februarie 1985, Israel) a fost un actor de revistă și cântăreț de operetă român.

## Biografie
A fost elev al Gimnaziului „Roman Vodă” din Roman și apoi student al Conservatorului de Artă Dramatică din București. Și-a început activitatea la Teatrul de Revistă al lui Constantin Tănase. La recomandarea lui C. Tănase și-a schimbat numele de scenă în Nae Roman. Când maestrul C. Tănase a văzut primul afiș cu numele "Nicolae Constantinescu" l-a chemat în birou și l-a întrebat: - "de unde ești de loc ?" - "din Roman", a răspuns Nicolae. - "Nae că ești din popor și Roman că ești din Roman sună mai bine" a adăugat maestrul Tănase. Șușanelele (spectacol cu numere improvizate) alături de actorul Ion (Bimbo) Mărculescu i-au făcut faimoși pe amândoi în perioada cât au jucat la teatrul de revistă. Mai târziu în viață a profesat ca actor la Teatrul de Operetă din București. A continuat șușanelele împreună cu Bimbo Mărculescu și au făcut anual turnee prin țară.
„Prin actorul Nae Roman, personajele cunosc metamorfoze în trepte, datorită tocmai acestui miraj sonor; ideile coboară la început în profunzimile de sensibilitate ale interpretului, de unde, apoi, se eliberează către lumina rampei, trecând mai întâi printr-un filtru liniștitor, după aceasta prin altul, încărcat de înțelepciune, ca, în cele din urmă, pulverizate în fărâme limpezi de vorbire, să-și desfacă larg sensurile și să poposească, asemenea unei ninsori de legendă, peste uimirea sufletelor noastre”—Gheorghe A. M. Ciobanu
Nae Roman a refuzat să devină membru al Partidului Comunist Român, cu toată presiunea făcută după acordarea titlului de Artist Emerit al RPR. Motivele invocate de artist fiind la fel de hazlii precum șușanelele sale.

## Distincții
- Ordinul Muncii clasa a III-a (7 martie 1956) „cu prilejul împlinirii a cinci ani de activitate a Teatrului de stat de operetă și pentru merite deosebite în muncă”[5]
- titlul de Artist Emerit al Republicii Populare Romîne (13 ianuarie 1964) „pentru merite deosebite în activitatea desfășurată in domeniul teatrului, muzicii și artelor plastice”[6]
- Ordinul „Meritul Cultural” clasa a III-a (12 septembrie 1968) „pentru merite deosebite în activitatea muzicală”[4]

## Activitatea artistică

### Piese de teatru[3]
- Înșir-te mărgărite, de Victor Eftimiu (personajul Apă dulce)
- Jocul de-a vacanța, de Mihail Sebastian (călătorul)
- Răzvan și Vidra, de Bogdan Petriceicu Hașdeu (Vulpe)
- Căsătoria, de Gogol (Cocicariov)

### Operetă
- Secretul lui Marco Polo

### Filmografie
- O zi pierdută (1960)
- Darclée (1960)
- Nu vreau să mă însor (1961) - Burlacu, responsabilul artistic de la întreprinderea Texlon
- Politică cu... delicatese (sm, 1964)
- Dragoste la zero grade (1964) - moș Pavel
- Străinul (1964) - profesorul de muzică Corian
- Pădurea spînzuraților (1965) - colonel
- De-aș fi... Harap Alb (1965) - sfetnicul craiului
- Corigența domnului profesor (1968)
- Războiul Independenței (Serial TV) (1977)
- Expresul de Buftea (1979) - călătorul bătrân